# 안구진탕증
눈떨림(의학: nystagmus, 안진, 안구진탕) 또는 안구진탕증(眼球震盪症) 혹은 눈동자떨림은 무의식적으로 눈이 움직이는 안구 운동 증상을 말한다. 안구진탕이라고도 한다. 안구진탕은 한 방향으로는 부드럽게, 다른 방향으로는 경련을 일으키면서 번갈아 움직이는 것이 특징이다. 눈떨림의 종류로는 차창안진, 회선안진 등이 있다.
안구진탕이 정상적인 기능에 지장을 준다면 질병이라 할 수 있다. 질병으로서의 안구진탕은 반고리관, 이석, 전정 소뇌를 포함한 전정기관 중 한 가지 이상의 손상으로 발생한다.
병적인 안구진탕은 그 심한 정도는 크게 다르지만 어느 정도의 시각 장애를 초래한다. 또한, 실명한 이들에게는 많은 경우 안구진탕이 있고, 안구진탕은 실명의 원인 중 하나가 된다.

## 같이 보기
- 안뜰눈 반사